# Chadrac Akolo
Chadrac Akolo Ababa (Kinshasa, 1 april 1995) is een Congolees voetballer die doorgaans speelt als middenvelder. In juli 2025 verliet hij FC St. Gallen. Akolo maakte in 2017 zijn debuut in het voetbalelftal van Congo-Kinshasa.

## Clubcarrière
Akolo werd geboren in Congo-Kinshasa maar kwam op jonge leeftijd in Zwitserland te wonen, na met zijn familie uit Congo gevlucht te zijn voor de oorlog. Hier speelde hij in de jeugd van FC Bex, waar hij gescout werd door FC Sion. Bij die club maakte de middenvelder op 15 mei 2014 zijn debuut, toen met 2–0 verloren werd op bezoek bij FC St. Gallen. Tijdens deze wedstrijd mocht de Congolees negen minuten voor het einde van de wedstrijd invallen voor Xavier Kouassi. Tot aan de winterstop van het seizoen 2015/16 speelde Akolo vijfentwintig competitiewedstrijden in het eerste elftal van Sion, waarin hij niet had weten te scoren. Hierop huurde Neuchâtel Xamax hem voor een halfjaar. Op het tweede niveau scoorde hij negenmaal in zestien duels. Na zijn terugkeer bij Sion speelde hij een vaste rol in het eerste elftal en hij kwam tot vijftien doelpunten in de Super League. Akolo maakte in de zomer van 2017 de overstap naar VfB Stuttgart, waar hij zijn handtekening zette onder een verbintenis voor de duur van vier seizoenen. In de zomer van 2019 werd Akolo voor één seizoen verhuurd aan Amiens SC, dat hem direct definitief vastlegde vanaf juli 2020. Begin 2021 werd de Congolees voor een half seizoen verhuurd aan SC Paderborn. Akolo verkaste medio 2022 naar FC St. Gallen.

## Clubstatistieken
| Seizoen | Club              | Competitie       | Competitie | Competitie | Beker | Beker | Internationaal | Internationaal | Totaal | Totaal |
| Seizoen | Club              | Competitie       | Wed.       | Dlp.       | Wed.  | Dlp.  | Wed.           | Dlp.           | Wed.   | Dlp.   |
| ------- | ----------------- | ---------------- | ---------- | ---------- | ----- | ----- | -------------- | -------------- | ------ | ------ |
| 2013/14 | FC Sion           | Super League     | 2          | 0          | 0     | 0     | —              | —              | 2      | 0      |
| 2014/15 | FC Sion           | Super League     | 16         | 0          | 2     | 0     | —              | —              | 18     | 0      |
| 2015/16 | FC Sion           | Super League     | 7          | 0          | 1     | 0     | 0              | 0              | 8      | 0      |
| 2015/16 | → Neuchâtel Xamax | Challenge League | 16         | 9          | 0     | 0     | —              | —              | 16     | 9      |
| 2016/17 | FC Sion           | Super League     | 34         | 15         | 5     | 0     | —              | —              | 39     | 15     |
| 2017/18 | VfB Stuttgart     | Bundesliga       | 22         | 5          | 3     | 1     | —              | —              | 25     | 6      |
| 2018/19 | VfB Stuttgart     | Bundesliga       | 16         | 0          | 3     | 0     | —              | —              | 19     | 0      |
| 2019/20 | → Amiens SC       | Ligue 1          | 15         | 2          | 1     | 0     | —              | —              | 16     | 2      |
| 2020/21 | Amiens SC         | Ligue 2          | 13         | 2          | 1     | 0     | —              | —              | 14     | 2      |
| 2020/21 | → SC Paderborn    | 2. Bundesliga    | 8          | 1          | 0     | 0     | —              | —              | 8      | 1      |
| 2021/22 | Amiens SC         | Ligue 2          | 33         | 6          | 5     | 4     | —              | —              | 38     | 10     |
| 2022/23 | FC St. Gallen     | Super League     | 32         | 7          | 3     | 5     | —              | —              | 35     | 12     |
| 2023/24 | FC St. Gallen     | Super League     | 37         | 14         | 1     | 1     | —              | —              | 38     | 15     |
| 2024/25 | FC St. Gallen     | Super League     | 31         | 6          | 1     | 0     | 11             | 2              | 43     | 8      |
| Totaal  | Totaal            | Totaal           | 282        | 67         | 26    | 11    | 11             | 2              | 319    | 80     |

Bijgewerkt op 8 juli 2025.

## Interlandcarrière
Akolo maakte zijn debuut in het voetbalelftal van Congo-Kinshasa op 5 september 2017, toen met 2–2 gelijkgespeeld werd tegen Tunesië in een kwalificatiewedstrijd voor het WK 2018. Chancel Mbemba en Paul-José Mpoku scoorden voor Congo-Kinshasa en namens de Tunesiërs kwamen de namen van Mohamed Amine Ben Amor en Anice Badri op het scorebord. Akolo moest van bondscoach Florent Ibengé op de reservebank beginnen en hij mocht in de zevenenzestigste minuut invallen voor Firmin Ndombe Mubele. De andere debutant dit duel was Wilfred Moke (Konyaspor). Akolo nam in 2019 met Congo-Kinshasa deel aan het Afrikaans kampioenschap. Hier werd het land door Madagaskar uitgeschakeld in de achtste finale, door na een gelijkspel met 4–2 te verliezen in de strafschopserie. Akolo deed in twee van de vier wedstrijden mee op dit toernooi. Op 13 oktober 2019 maakte de aanvaller tijdens zijn negende interlandoptreden zijn eerste doelpunt. In een vriendschappelijke wedstrijd tegen Ivoorkust zag hij tegenstanders Wilfried Kanon en Nicolas Pépé scoren, voor hij negentien minuten na rust voor de aansluitingstreffer zorgde. Uiteindelijk werd het 3–1 door een treffer van Wilfried Zaha.
| Interlands van Chadrac Akolo voor Congo-Kinshasa | Interlands van Chadrac Akolo voor Congo-Kinshasa | Interlands van Chadrac Akolo voor Congo-Kinshasa | Interlands van Chadrac Akolo voor Congo-Kinshasa | Interlands van Chadrac Akolo voor Congo-Kinshasa | Interlands van Chadrac Akolo voor Congo-Kinshasa | Interlands van Chadrac Akolo voor Congo-Kinshasa |
| №                                                | Datum                                            | Wedstrijd                                        | Uitslag                                          | Competitie                                       | Goals                                            |                                                  |
| Als speler bij VfB Stuttgart                     | Als speler bij VfB Stuttgart                     | Als speler bij VfB Stuttgart                     | Als speler bij VfB Stuttgart                     | Als speler bij VfB Stuttgart                     | Als speler bij VfB Stuttgart                     | Als speler bij VfB Stuttgart                     |
| ------------------------------------------------ | ------------------------------------------------ | ------------------------------------------------ | ------------------------------------------------ | ------------------------------------------------ | ------------------------------------------------ | ------------------------------------------------ |
| 1                                                | 5 september 2017                                 | Congo-Kinshasa – Tunesië                         | 2 – 2                                            | WK 2018 kwalificatie                             |                                                  |                                                  |
| 2                                                | 27 maart 2018                                    | Tanzania – Congo-Kinshasa                        | 2 – 0                                            | Vriendschappelijk                                |                                                  |                                                  |
| 3                                                | 9 september 2018                                 | Libanon – Congo-Kinshasa                         | 1 – 1                                            | AK 2019 kwalificatie                             |                                                  |                                                  |
| 4                                                | 13 oktober 2018                                  | Congo-Kinshasa – Zimbabwe                        | 1 – 2                                            | AK 2019 kwalificatie                             |                                                  |                                                  |
| 5                                                | 9 juni 2019                                      | Congo-Kinshasa – Burkina Faso                    | 0 – 0                                            | Vriendschappelijk                                |                                                  |                                                  |
| 6                                                | 30 juni 2019                                     | Zimbabwe – Congo-Kinshasa                        | 0 – 4                                            | AK 2019                                          |                                                  |                                                  |
| 7                                                | 7 juli 2019                                      | Madagaskar – Congo-Kinshasa                      | 2 – 2 (4 – 2 n.s.)                               | AK 2019                                          |                                                  |                                                  |
| Als speler bij Amiens SC                         |                                                  |                                                  |                                                  |                                                  |                                                  |                                                  |
| 8                                                | 10 oktober 2019                                  | Algerije – Congo-Kinshasa                        | 1 – 1                                            | Vriendschappelijk                                |                                                  |                                                  |
| 9                                                | 13 oktober 2019                                  | Ivoorkust – Congo-Kinshasa                       | 3 – 1                                            | Vriendschappelijk                                | 64'                                              |                                                  |
| 10                                               | 14 november 2019                                 | Congo-Kinshasa – Gabon                           | 0 – 0                                            | AK 2021 kwalificatie                             |                                                  |                                                  |
| Als speler bij SC Paderborn                      |                                                  |                                                  |                                                  |                                                  |                                                  |                                                  |
| 11                                               | 5 juni 2021                                      | Tunesië – Congo-Kinshasa                         | 1 – 0                                            | Vriendschappelijk                                |                                                  |                                                  |
| 12                                               | 11 juni 2021                                     | Mali – Congo-Kinshasa                            | 1 – 1                                            | Vriendschappelijk                                |                                                  |                                                  |
| Als speler bij Amiens SC                         |                                                  |                                                  |                                                  |                                                  |                                                  |                                                  |
| 13                                               | 2 september 2021                                 | Congo-Kinshasa – Tanzania                        | 1 – 1                                            | WK 2022 kwalificatie                             |                                                  |                                                  |
| 14                                               | 6 september 2021                                 | Benin – Congo-Kinshasa                           | 1 – 1                                            | WK 2022 kwalificatie                             |                                                  |                                                  |
| 15                                               | 7 oktober 2021                                   | Congo-Kinshasa – Madagaskar                      | 2 – 0                                            | WK 2022 kwalificatie                             | 35'                                              |                                                  |
| 16                                               | 10 oktober 2021                                  | Madagaskar – Congo-Kinshasa                      | 1 – 0                                            | WK 2022 kwalificatie                             |                                                  |                                                  |
| 17                                               | 11 november 2021                                 | Tanzania – Congo-Kinshasa                        | 0 – 3                                            | WK 2022 kwalificatie                             |                                                  |                                                  |
| 18                                               | 25 maart 2022                                    | Congo-Kinshasa – Marokko                         | 1 – 1                                            | WK 2022 kwalificatie                             |                                                  |                                                  |
| 19                                               | 4 juni 2022                                      | Congo-Kinshasa – Gabon                           | 0 – 1                                            | AK 2023 kwalificatie                             |                                                  |                                                  |
| Als speler bij FC St. Gallen                     |                                                  |                                                  |                                                  |                                                  |                                                  |                                                  |
| 20                                               | 23 september 2022                                | Congo-Kinshasa – Burkina Faso                    | 0 – 1                                            | Vriendschappelijk                                |                                                  |                                                  |
| 21                                               | 14 juni 2023                                     | Congo-Kinshasa – Oeganda                         | 1 – 0                                            | Vriendschappelijk                                |                                                  |                                                  |
| 22                                               | 18 juni 2023                                     | Gabon – Congo-Kinshasa                           | 0 – 2                                            | AK 2023 kwalificatie                             |                                                  |                                                  |
| 23                                               | 12 september 2023                                | Zuid-Afrika – Congo-Kinshasa                     | 1 – 0                                            | Vriendschappelijk                                |                                                  |                                                  |
| 24                                               | 6 juni 2024                                      | Senegal – Congo-Kinshasa                         | 1 – 1                                            | WK 2026 kwalificatie                             |                                                  |                                                  |
| 25                                               | 9 juni 2024                                      | Congo-Kinshasa – Togo                            | 1 – 0                                            | WK 2026 kwalificatie                             |                                                  |                                                  |
| 26                                               | 9 september 2024                                 | Ethiopië – Congo-Kinshasa                        | 0 – 2                                            | AK 2025 kwalificatie                             |                                                  |                                                  |

Bijgewerkt op 8 juli 2025.

## Erelijst
| Schweizer Pokal | 1 | 2014/15 |